# 정병국 (농구 선수)
정병국(1984년 4월 18일 ~ )은 대한민국의 전(前) KBL선수로, 인천 전자랜드 엘리펀츠 소속의 농구 선수였다. 2019년 길거리에서 음란행위를 한 혐의로 경찰에 체포되었다.

## 출신 학교
- 영화초등학교
- 송도초등학교
- 제물포고등학교

## 가족관계
- 2016년 신인드래프트에서 전체 6순위로 부산 KT 소닉붐에 지명된 박지훈의 사촌 형이다.